# Caballo hectóreo

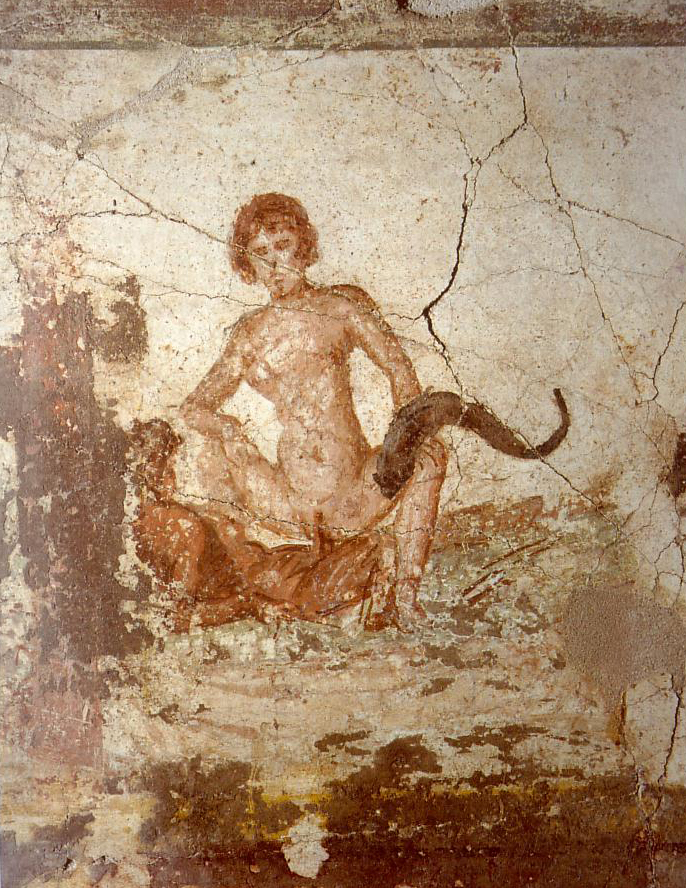
Fresco de las termas suburbanas de Pompeya en el que se representa a una mujer en la postura del caballo hectóreo.

El caballo hectóreo, o caballo de Héctor,  en latín: equus hectoreus, mulier equitans o Venus pendula conversa, y en griego peribaso o peribasía, (περιβασω),   es una postura erótica en la cual el hombre se acuesta completamente desnudo sobre la cama, con la espalda en el respaldo de la misma y la mujer se sitúa por encima de su pareja colocando las rodillas junto a su costado y su órgano sexual junto al órgano sexual del hombre, un poco inclinada hacia él, permitiéndole a este acariciar sus pechos. En esta posición la mujer comienza erguida, saltando, como si cabalgara sobre su pareja, de tal forma que la copulación se vea igual solo que el órgano sexual del hombre se ve saltando debido a que la mujer se mueve constantemente.

## Origen del término
Recibe el nombre de caballo hectóreo, porque era fama entre los clásicos el ser el héroe troyano Héctor su inventor la manera en la que él y Andrómaca tenían sexo.
Tal vez la descripción más conocida sobre cómo practicaba esta postura Héctor con su esposa Andrómaca pertenece a Marcial, que en Mart. XI, 104-5 dice:

Masturbabantur Phrygii post ostia servii,
Hectoreo quotiens sederat uxor equo

Detrás de las puertas se masturbaban los esclavos frigios
cada vez que Andrómaca monta el caballo de Héctor.

Existen numerosas referencias y contestaciones a esta frase, por ejemplo, Ovidio en su Ars amatoria III,777-8 recomienda esta postura solo para mujeres de corta talla:

parva vehatur equo: quod erat longissima, numquam
Thebaïs Hectoreo nupta resedit equo

Que la pequeña monte a caballo; grande como era, jamás
la esposa tebana montó el caballo de Héctor.

La expresión alternativa Venus pendula fue acuñada por Apuleyo.